# Gaizka Larrazabal Goikoetxea
Gaizka Larrazabal Goikoetxea (Bilbao, Biscaia, País Basc, 17 de desembre de 1997) és un futbolista professional basc que juga com a lateral dret al Casa Pia AC.

## Carrera de club
Larrazabal va començar la seva carrera amb el Lauro Ikastola CF, l'equip afiliat a la seva escola a la ciutat de Loiu. El 2015, va provar reeixidament amb el Danok Bat CF, l'equip vinculat al futbol formatiu de l'Athletic Club; i hi va jugar en lliga juvenir, fins que al final de temporada havia despertat l'interès de diversos clubs sèniors.
El 3 de juny de 2016, després d'acabar la seva formació, Larrazabal fou promogut al Zamudio SD de Segona Divisió B. Va fer el seu debut com a sènior el 27 d'agost de 2016, jugant la segona meitat sencera en una derrota per 1–3 a casa contra el Bilbao Athletic, i va marcar el seu primer gol el 10 de desembre, l'últim del partit en una 3–1 derrota a casa contra el CD Toledo. Va acabar la campanya amb tres gols en 29 partits, i el Zamudio va baixar de categoria.
El 5 d'abril de 2017, Larrazabal va signar contracte de dos anys amb l'Athletic Club, a partir de l'1 juliol; i fou assignat a l'equip B. Va estar-se dues temporades amb el Bilbao Atlètic a Segona B, jugant regularment per l'equip i marcant nou gols la temporada 2018–19.
El 14 de maig de 2019, Larrazabal signà un nou contracte per dos anys amb els Lleons, i fou definitivament promogut al primer equip. Va fer el seu debut amb el primer equip – i a La Liga – el 24 d'agost, entrant des de la banqueta en el lloc d'Óscar de Marcos en un 1–1 a fora contra el Getafe CF.
El 2 d'octubre de 2020, Larrazabal va rescindir el seu contracte amb els Lleons, i en va signar un per tres anys amb el Reial Saragossa, de segona divisió, tot just unes hores més tard; l'Athletic mantenia una clàusula de recompraAtlètic també retingut un dos-any buyback clàusula.

## Carrera internacional
Larrazabal va fer el seu debut per la selecció nacional del País Basc el maig de 2019, en un 0–0 contra el Panamà

## Vida personal
Larrazabal és fill d'Aitor Larrazábal, que va jugar més de 400 partits amb l'Athletic Club com a defensa, entre el 1990 i el 2004, i que posteriorment fou entrenador. Es van enfrontar quan Gaizka jugava pel Zamudio i Aitor estava al càrrec de la SD Amorebieta, i un altre cop quan el Bilbao Atlètic es va enfrontar al Barakaldo CF.
El 2002, Aitor va jugar a l'Athletic Club Bilbao amb Aritz Aduriz, qui també estava al camp amb Gaizka en el debut d'aquest darrer pel club gairebé 17 anys més tard. El Larrazabal són el primer pare i fill que juguen per l'Athletic des dels porters Carmelo i Andoni Cedrún, i els primers en jugar amb la selecció del País Basc des de 'Periko' i Xabi Alonso.